# Hot Shots! – Die Mutter aller Filme
Hot Shots! – Die Mutter aller Filme ist eine US-amerikanische Slapstick-Komödie aus dem Jahr 1991. Sie ist eine Parodie auf Kriegsfilme wie Top Gun und andere Hollywood-Produktionen. Eine Fortsetzung erschien 1993 unter dem Titel Hot Shots! Der zweite Versuch.

## Handlung
Vor einigen Jahren ist US-Navy-Pilot Dominic „Mailman“ Farnham bei einem Flugunfall ums Leben gekommen, den alle auf die Risikobereitschaft von Farnhams Kameraden Leland Harley zurückgeführt haben. Im Traum von Harleys Sohn Topper sieht man allerdings, dass nicht Leland Harley schuld ist, sondern eine Verkettung unglücklicher Umstände. Nicht nur der Kampfjet zerlegt sich grundlos und wird in der Luft zusammen getackert, auch die Steuerung setzt aus, Farnhams Schleudersitz löst sich erst nach der Notlandung und sorgt für eine Landung kopfüber im Geäst, der Beginn der Jagdsaison gibt ihm als vermeintlichem Zwölfender den Rest. Dieser und andere Albträume sorgen dafür, dass Topper mangels Disziplin aus der Navy entlassen wurde und zurückgezogen bei einem Indianerstamm lebt. Doch für die Operation „Schläfriges Wiesel“ mit den Kampfjets des Typs „Oscar Entenweich“ soll er wieder reaktiviert werden. Darum wird er zunächst zur Psychologin Ramada geschickt, wo er auf den Unfall seines Vaters angesprochen, völlig ausrastet und deshalb als flugunfähig beurteilt wird. Trotzdem besucht Kommander Block Topper Harley im Reservat, der sich als „Bunny Pfotenpuff“ (sein indianischer Name aufgrund seiner Pantoffeln mit Hasengesicht) vorstellt, um seine Meinung zu hören. Nach Besprechung mit dem Häuptling sagt er beim Rauchen einer Heliumpfeife zu.
Topper verspricht dem Häuptling auf seinem Ausflug Alkalibatterien für seinen Walkman mitzubringen, da dieser mangels Strom eiert.
In seiner Einheit angekommen bemerkt er, dass die „Elitetruppe“ ein wirrer Haufen von kurzsichtigen, seelisch gestörten und einfach unfähigen Piloten ist, deren Leitung der leicht vertrottelte Admiral Benson hat. Dessen gesamter Körper besteht nach zahllosen Kriegseinsätzen, von denen er gern berichtet, fast nur noch aus Ersatzteilen, die sich später noch als nützlich erweisen. Mit im Team sind unter anderem der halb blinde Jim „Fischauge“ Pfaffenbach mit seiner Cousine, Pete „Strahlemann“ Thompson und Toppers Rivale Kent Gregory. Streitigkeiten zwischen Topper und Gregory sind vorprogrammiert, da dieser der Sohn des verstorbenen Dominic Farnham ist und ihn sofort darauf anspricht. Im Verlauf dieses Streits stellt sich dann aber heraus, dass Jim Pfaffenbachs Vater für den Tod von Dominik Farnham verantwortlich ist, da Farnham auf einem von Jims Photos mit Geäst im Helm, zwischen den Hirschtrophäen im Wohnzimmer an der Wand hängend, zu sehen ist. Auch Jim Pfaffenbach hat kurze Zeit später einen Menschen auf dem Gewissen, da er während einer Übung mangels Sehschärfe von unten mit seinem Jet gegen Pete Thompsons Kampfjet stößt und auch noch den Schleudersitz betätigt. Dadurch bohrt er sich in Thompsons Kampfjet, der sich nicht mehr steuern lässt. Jim kann sich befreien und landet mit dem Fallschirm, während Pete abstürzt, aber überlebt und auf den heranrasenden Krankenwagen zugeht, von diesem voll gerammt und bei der Fahrt ins Krankenhaus kräftig durchgeschüttelt wird. Dort verstirbt er wegen eines unfähigen Arztes. Jim überlebt, obwohl er mit seinem Fallschirm bis zum Krankenhaus mitgeschleift wurde.
Während Petes Beerdigung sitzt Staffelführer Block mit den Flugzeugbauern Wilson und Rosener in deren Auto. Sie wollen während der Mission einen Zwischenfall provozieren, doch Block lehnt ab, da Rosener und Wilson ihr Versprechen, niemanden zu Schaden kommen zu lassen, nicht eingehalten haben und er seinen besten Piloten verloren hat. Die beiden schaffen es trotzdem auf den Flugzeugträger und manipulieren Toppers Kampfjet. Auch der als Staffelführer abgesetzte Gregory schimpft über Toppers Vater, der daraufhin außer Kontrolle gerät. Block gesteht am Funkgerät, das Leland Harley damals bei dem Unfall noch alles versucht habe, um Farnhams Leben zu retten und die Flugzeugbauer die Sabotage der Flugzeuge verursacht haben. Dadurch kann Topper Harley sein Trauma überwinden und den Kampf gegen den Feind aufnehmen. Er muss aber feststellen, dass MGs und Raketen nicht funktionieren. Sogar Gregory will ihm zur Hilfe kommen, doch Topper lehnt ab. Durch verrückte Flugeinlagen bringt er nicht nur die Gegner zum Absturz, sondern schafft es auch noch, mithilfe seines Kampfjets die gegnerischen Raketen in Saddams Kernkraftwerk zu lenken, sein Anwesen zu bombardieren und mit einem brennenden Kampfjet ohne Flügel und Fahrwerk unverletzt auf dem Träger zu landen. „Schläfriges Wiesel“ wird dadurch zum Erfolg, Rosener und Wilson überwältigt und zusammen mit Block eingesperrt. Gregory erkennt, dass er Harley Unrecht getan hat und ermutigt Ramada, Topper ihre Gefühle für ihn zu gestehen, doch der geht wortlos an ihr vorbei und begibt sich zum Indianerhäuptling, um die Batterien abzuliefern. Der stellt ihm danach die weibliche „Bunny Pfotenpuff“ in Person von Ramada mit seinen Pantoffeln vor, beide umarmen sich gegenseitig und sind danach glücklich zusammen.

## Hintergrund

### Drehorte
Die Szenen auf dem Flugzeugträger wurden auf einem hölzernen Deck gedreht, das auf eine Klippe gebaut worden war. Die von der Navy benutzten Flugzeuge sind Folland Gnats, das Flugzeug von Harleys Vater zu Beginn ist jedoch eine Northrop T-38. Die Gegner fliegen Northrop F-5. Als Admiral Benson auf der Airbase eintrifft, steigt bzw. fällt er aus einer Douglas DC-8-33(F).
Der Name Topper Harley bezieht sich auf den Motorroller von Harley-Davidson, Modell Topper, im Film bewegt er jedoch eine Honda Transalp. Sein richtiger Vorname ist Sean, wie man kurz erkennen kann, als er seinen Ausweis zeigt. Ein Topper ist nach amerikanischem Sprachgebrauch eine Matratzenauflage.
Gedreht wurde u. a. an folgenden Orten in Kalifornien:
- Hollywood, Los Angeles
  - Hollywood Forever Cemetery – 6000 Santa Monica Blvd.
- Red Rock Canyon
- Ridgecrest
- San Diego
- March Air Force Base, Riverside

Während der Aufnahmen, in denen der „Strahlemann“ abstürzt, kann man erkennen, dass diese Szenen am Mojave Airport in Kalifornien gedreht wurden. Im Hintergrund sieht man viele abgestellte Zivilmaschinen. Außerdem kann man das Heck eines Airbus A300 in Airbus-Werkslackierung erkennen.

### Parodierte Vorlagen
Hot Shots parodiert unter anderem die folgenden Filme:
- Top Gun (Grundkonstellation und Großteil der Handlung)
- Der mit dem Wolf tanzt (Anfangsszene im Indianerlager)
- 9½ Wochen (Bett- bzw. Kochszene)
- Superman II (Szene während Only You)
- Rocky (Szene während Only You)
- Vom Winde verweht (Szene während Only You)
- Full Metal Jacket (Anschreien der Rekruten im Schlafraum)
- Planet der Affen (Szene nach der Landung eines Jets)
- Ein Offizier und Gentleman
- Die fabelhaften Baker Boys (Flügelszene)
- S.O.S. Feuer an Bord
- Der Widerspenstigen Zähmung (1967)
- Der Mann mit dem goldenen Colt
- Der Marathon-Mann
- Der Augenzeuge
- Der Stoff, aus dem die Helden sind
- Die unglaubliche Reise in einem verrückten Flugzeug (Rückkehr vom Flugeinsatz)
- Der Pate (Rede bei Strahlemanns Beerdigung)
- Der große Diktator (Flugszenen-Rückblick)

Außerdem parodieren sich die beiden amerikanischen Profibasketballspieler Bill Laimbeer und Charles Barkley während der Kneipenschlägerei-Szene selbst. Sie spielen damit auf eine tatsächliche handgreifliche Auseinandersetzung zwischen den beiden während einer Partie ihrer beiden Teams an.
Ein running gag ist das Gespräch zwischen Topper und Ramada, wo er sagt: „Du machst Witze“ und sie antwortet: „Wenn ich Witze machen würde, würde ich sagen...“, es folgt dann ein Witz.

### Synchronisation
Die deutsche Synchronbearbeitung fertigte die Deutsche Synchron Filmgesellschaft mbH an. Synchronregie führte Michael Richter, der auch das Dialogbuch verfasste.
Der deutsche Titelzusatz Die Mutter aller Filme ist eine satirische Anspielung auf ein geflügeltes Wort des irakischen Präsidenten Saddam Hussein. Er hatte 1990 den damals unmittelbar bevorstehenden Zweiten Golfkrieg als Mutter aller Schlachten bezeichnet.
Die deutsche Synchronisation baute zusätzliche Gags ein. So wirft Topper Harley in einer Szene eine Münze in einen Schrankenautomaten und sagt in der deutschen Version: „Der Trick mit den alten Knöpfen funktioniert noch!“ An anderer Stelle (zu Beginn des Films) wird Football auf dem Deck des Flugzeugträgers gespielt; ein Besatzungsmitglied fängt den Ball und fällt über Bord, wobei man ihn noch „Drei zu Eins!“ rufen hört. In der englischen Version ist nur das Schreien zu hören.
| Rolle                       | Darsteller             | Synchronsprecher       |
| --------------------------- | ---------------------- | ---------------------- |
| Sean „Topper“ Harley        | Charlie Sheen          | Ingo Albrecht          |
| Kent Gregory                | Cary Elwes             | Patrick Winczewski     |
| Ramada Thompson             | Valeria Golino         | Bettina Weiß           |
| Thomas Benson               | Lloyd Bridges          | Edgar Ott              |
| James Block                 | Kevin Dunn             | Tom Deininger          |
| Jim „Fischauge“ Pfaffenbach | Jon Cryer              | Hans-Jürgen Wolf       |
| Pete „Strahlemann“ Thompson | William O’Leary        | Hans-Jürgen Dittberner |
| Dominic „Mailman“ Farnham   | Ryan Stiles            | Hubertus Bengsch       |
| Leland „Buzz“ Harley        | Bill Irwin             | Michael Pan            |
| Drill-Sergeant              | Cylk Cozart            | Raimund Krone          |
| Herring                     | Bruce A. Young         | Tilo Schmitz           |
| Mary Thompson               | Heidi Swedberg         | Ulrike Möckel          |
| Wilson                      | Efrem Zimbalist junior | Christian Rode         |
| Owatonna                    | Rino Thunder           | Helmut Krauss          |

### Abspann
Im Abspann des Films wurden ebenfalls einige Gags eingebaut. So werden zwischen den einzelnen Credits Backrezepte sowie Hinweise darauf, was man nach dem Film tun könnte, abgebildet. Kurz vor der Präsentation des Logos der Produktionsfirma wird dem Zuschauer noch mitgeteilt, dass dieser wahrscheinlich schon zuhause wäre, hätte er den Film zu Beginn des Abspanns verlassen („If you had left this theatre when these credits began, you'd be home now.“).

### Auszeichnungen und Einspielergebnisse
- 3,95 Millionen deutsche Kinobesucher sahen Hot Shots. Dafür gab es die Goldene Leinwand.
- In den Vereinigten Staaten spielte der Film 69,47 Millionen US-Dollar ein und kam damit auf Platz 18 der amerikanischen Jahrescharts 1991. Bei Produktionskosten von etwa 26 Millionen Dollar konnte die Parodie weltweit 181 Millionen Dollar einspielen.[3]

### Fortsetzung
Im Jahr 1993 folgte vom selben Team die Fortsetzung Hot Shots! Der zweite Versuch, der insbesondere Sylvester Stallone in Rambo 2 – Der Auftrag parodierte. Richard Crenna spielte in beiden Produktionen in gleicher Funktion als Oberst und Rambos Vorgesetzter mit. Die Filmhandlung dreht sich um eine Geiselbefreiung von US-Soldaten im von Diktator Saddam Hussein beherrschten Irak. Komiker Rowan Atkinson hat als gefangengehaltener Wissenschaftler einen Gastauftritt.

## Kritiken
Die Revue du cinéma findet die Anspielungen auf andere Filme willkürlich, und es fehle eine echte Handlung. Ansonsten jedoch sei der Film gut zur Zerstreuung geeignet.

„Mit diesem Film etablierte Regisseur Jim Abrahams das Genre der Chaoskomödie. Die Handlung ist unwichtig, als Aufhänger dient ohnehin nur ein dünner Faden, der hier bei dem Fliegerspektakel Top Gun entlehnt ist. Daran werden lückenlos absurde bis schön blöde Einfälle aufgereiht, und durch den Kakao gezogen wird alles, was seinerzeit gerade im Kino angesagt war. Hin und wieder darf es auch mal ein Klassiker sein. Dabei hagelt es nur so die Gags, so dass es nichts ausmacht, wenn der eine oder andere auch mal reichlich daneben liegt. Lustig ist es allemal.“

„Fazit: Superalbernes Zitate-Kino mit Eighties-Flair.“

„Abrahams serviert Gags von jener Geschmacklosigkeit, die bereits das Erfolgsrezept der Nackte Kanone-Filme ausmachte. […] An die Grundlagen der amerikanischen Begeisterung für alles Militärische rührt ‚Hot Shots‘ jedenfalls nicht, und nie reicht die Subversivität seines Humors an die von Militärsatiren wie Catch 22 oder MASH heran.“

„Eine überwiegend grobe Parodie auf den Erfolgsfilm ‚Top Gun‘, die leisen Untertönen nicht traut und auf Klamauk setzt; nur in wenigen Momenten wirklich lustig.“

„Die da und dort aufgegriffenen Ideen werden mühsam aneinandergereiht, da die ideenlose Regie das nicht existierende Drehbuch nicht ersetzen kann.“

## Trivia
Mit Charlie Sheen, Jon Cryer und Ryan Stiles wirken in diesem Film gleich drei Schauspieler mit, die über ein Jahrzehnt später zur Stammbesetzung der TV-Sitcom Two and a Half Men gehören sollten. Sheen und Cryer spielen dort die Hauptfiguren Charlie und Alan Harper, Stiles die häufig auftretende Nebenfigur Herb Melnick.